# ISO 3166-2:NO
ISO 3166-2:NO è uno standard ISO che definisce i codici geografici della Norvegia ed è un sottogruppo del codice ISO 3166-2.
Tali codici sono stati assegnati il 24 novembre 2020 alle undici contee e alle due aree non incorporate – i territori insulari delle Svalbard e di Jan Mayen, definiti regioni artiche e classificati ai fini statistici come un unico territorio, possedendo anche un proprio sottogruppo di codici comune (ISO 3166-2:SJ) –  del paese e sono formati dalla sigla NO-, seguita da un codice numerico a due cifre.
Tuttavia alle contee di Akershus, Buskerud, Finnmark, Telemark, Troms, Vestfold e Østfold, ripristinate nel 2024, non è ancora stato assegnato alcun codice.

## Lista dei codici

Mappa della Norvegia continentale con le sue 11 suddivisioni amministrative di primo livello

| Codice | Nome                                   | Tipo           |
| ------ | -------------------------------------- | -------------- |
| NO-42  | Agder                                  | contea         |
| NO-34  | Innlandet                              | contea         |
| NO-15  | Møre og Romsdal                        | contea         |
| NO-18  | Nordland                               | contea         |
| NO-03  | Oslo                                   | contea         |
| NO-11  | Rogaland                               | contea         |
| NO-54  | Troms og Finnmark (Romsa ja Finnmárku) | contea         |
| NO-50  | Trøndelag                              | contea         |
| NO-38  | Vestfold og Telemark                   | contea         |
| NO-46  | Vestland                               | contea         |
| NO-30  | Viken                                  | contea         |
| NO-22  | Jan Mayen                              | regione artica |
| NO-21  | Svalbard                               | regione artica |

## Codici non più in uso
Nella seguente tabella sono riportati i codici delle contee in cui è stato suddiviso il Paese fino al 1º gennaio 2020.
| Codice | Contea           |
| ------ | ---------------- |
| NO-01  | Østfold          |
| NO-02  | Akershus         |
| NO-03  | Oslo             |
| NO-04  | Hedmark          |
| NO-05  | Oppland          |
| NO-06  | Buskerud         |
| NO-07  | Vestfold         |
| NO-08  | Telemark         |
| NO-09  | Aust-Agder       |
| NO-10  | Vest-Agder       |
| NO-11  | Rogaland         |
| NO-12  | Hordaland        |
| NO-14  | Sogn og Fjordane |
| NO-15  | Møre og Romsdal  |
| NO-16  | Sør-Trøndelag    |
| NO-17  | Nord-Trøndelag   |
| NO-18  | Nordland         |
| NO-19  | Troms            |
| NO-20  | Finnmark         |